# Jerzy Lorens
Jerzy Lorens (ur. 21 września 1920 w Łodzi, zm. 1 maja 2014 tamże) – polski działacz partyjny i państwowy, prezydent i wojewoda miejski Łodzi (1973–1978), poseł na Sejm PRL VI kadencji (1972–1976).

## Życiorys
Syn Piotra i Heleny. Znany też jako Andrzej. Z wykształcenia inżynier mechanik. Należał do Polskiej Partii Robotniczej (od 1942) i Polskiej Zjednoczonej Partii Robotniczej (od 1948). Pełnił w tych partiach szereg funkcji (dochodząc do stanowiska sekretarza Komitetu Łódzkiego PZPR, które piastował od marca do maja 1971; był także m.in. I sekretarzem Komitetu Uczelnianego partii na Politechnice Łódzkiej w latach 1949–1956). Działał również m.in. w Związku Walki Młodych, Związku Młodzieży Polskiej i Zrzeszeniu Studentów Polskich.
W 1942 został członkiem Gwardii Ludowej. W czasie okupacji był więźniem obozu koncentracyjnego Mauthausen-Gusen. Asystent na Politechnice Łódzkiej (od 1955), później starszy inspektor nadzoru przy budowie Elektrociepłowni Łódź II.
W latach 1971–1973 sprawował funkcję przewodniczącego prezydium Rady Narodowej miasta Łodzi, następnie był prezydentem miasta i wojewodą województwa miejskiego łódzkiego (1973–1978). Zasiadał w Sejmie PRL VI kadencji (1972–1976), gdzie pracował w Komisjach Budownictwa i Gospodarki Komunalnej oraz Drobnej Wytwórczości, Spółdzielczości Pracy i Rzemiosła. 
Po odejściu ze stanowiska sprawował m.in. funkcję przewodniczącego oddziału Wojewódzkiego Związku Bojowników o Wolność i Demokrację w Łodzi.
Został pochowany na cmentarzu Doły w Łodzi.

## Odznaczenia
- Order Sztandaru Pracy II klasy
- Krzyż Oficerski Orderu Odrodzenia Polski
- Medal 10-lecia Polski Ludowej (1955)[5]
- Krzyż Partyzancki[3]
- Medal im. Ludwika Waryńskiego (1987)[6]